# Instruments de musique de Chine

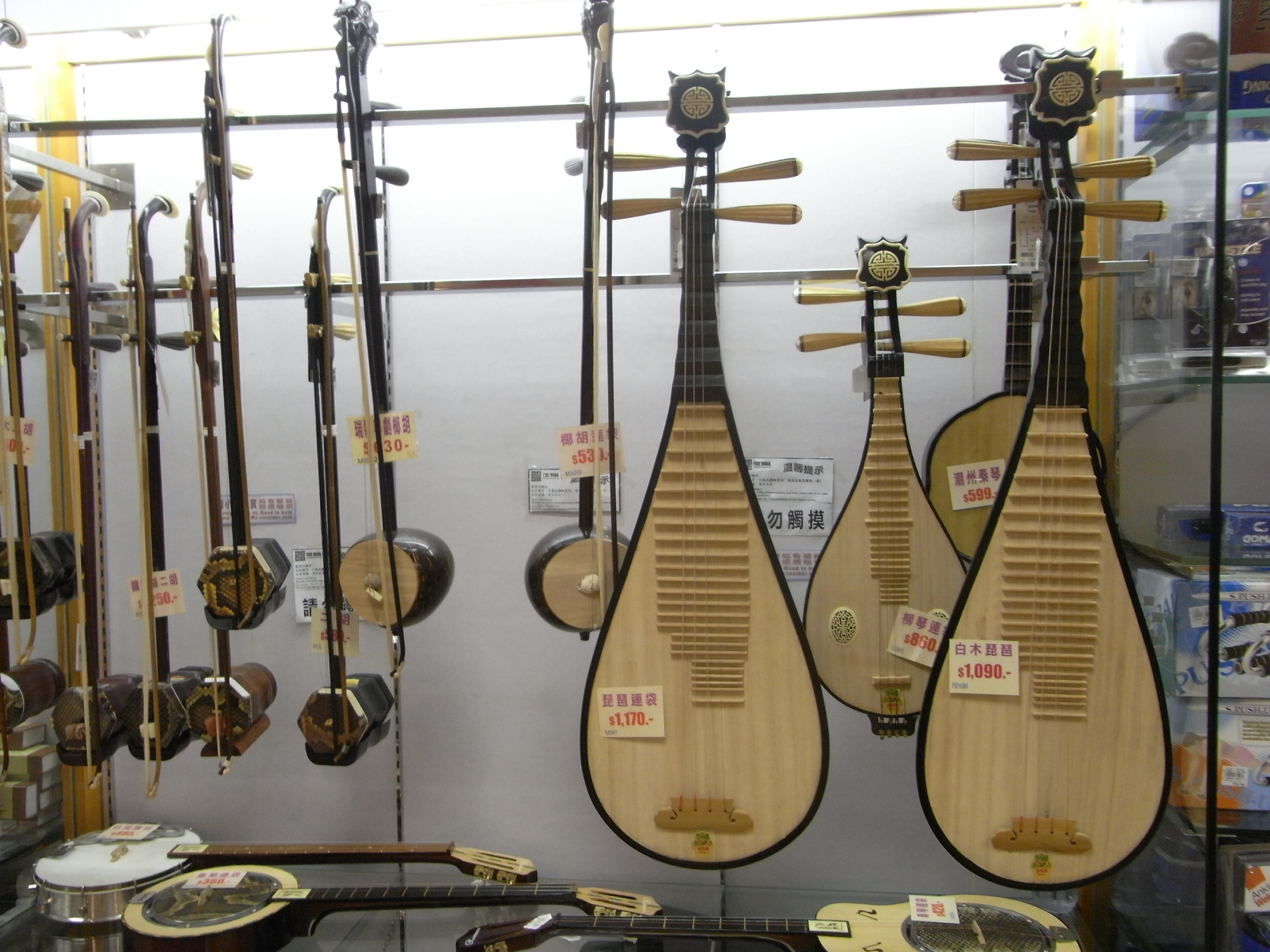
Instruments de musique de Chine

Liste d'instruments de musique de Chine :
Qin

## Argile
- Xun (flûte globulaire en terre cuite)

## Bambou
- Bāngdí (piccolo chinois).
- Dízi (flûte horizontale chinoise).
- Dòngxiāo (flûte verticale chinoise).
- Suǒnà (trompe de cérémonie chinoise).
- Dixianqin. Le dixianqin est un instrument monocorde chinois. Il est constitué d'une caisse de résonance, d'une corde, d'une calebasse et d'un manche utilisé pour changer les variations du son lorsque la corde est pincée avec un plectre. Il est apparu vers le XIIe ou le XIIIe siècle au Sud de la Chine et était utilisé par l'Ethnie Jing. Le Dixianqin est souvent utilisé en soliste ou pour accompagner des chants traditionnels[réf. souhaitée].

## Gourde
- Sheng (orgue à bouche à anches chinois)

## Métal
- Bianzhong, ensemble de cloches de bronze
- Gong
- Shi mian luo ou Yúnluó

## Pierre
- Bianqing, ensemble de pierres

## Soie
- Èrhú (violon à 2 cordes chinois)
- Gǔqín (cithare à 7 cordes chinoise)
- Gŭzhēng (cithare à 21 cordes chinoise)
- Húqín (viole à 2 cordes chinoise)
- Pípa (luth chinois)
- Qínqín (luth chinois à manche très long)